# Популяризация науки
Популяриза́ция нау́ки — процесс распространения научных знаний в современной и доступной форме для широкого круга людей (имеющих определённый уровень подготовленности для получения информации).

Колыбель Ньютона, придуманная для демонстрации преобразования различных видов энергии друг в друга

## Цели и методы
Популяризация науки, «перевод» специализированных знаний на язык малоподготовленного слушателя, читателя — одна из самых важных задач, стоящих перед популяризаторами науки. Задачей популяризатора науки является превращение скучных для неспециалиста научных данных в интересную и понятную большинству информацию. Популяризация науки может быть направлена как на общество в целом, так и на его часть, например, подрастающее поколение. Важную роль в этом процессе играет научная фантастика, предвосхитившая и вдохновившая множество научных открытий. Существенный вклад в это внёс фантаст Жюль Верн, один из первопроходцев жанра. Приход молодёжи в науку и высокотехнологичные области производства, внимание непосвящённой части общества к научным проблемам зависят от степени популярности науки. Учёные, как носители научных знаний, заинтересованы в их сохранении, развитии и приумножении, чему способствует приток в неё молодёжи. Популяризация науки увеличивает количество людей, интересующихся наукой, благодаря стимуляции интереса к ней.
Как синонимы популяризации науки используются такие выражения, как занимательная наука (термин был придуман Яковом Перельманом), популярная наука.
В последнее время появились издания, имеющие лишь отдалённое сходство с научно-популярной литературой советского времени. Для этого новообразования придуман специальный термин «поп-наука». Проведённый Институтом психологии РАН опрос, в котором учёных спрашивали, знают ли они о существовании поп-науки и как к ней относятся, показал, что большая часть опрошенных учёных формулировала своё понимание поп-науки не только как популярных околонаучных изданий, но и как:

«примитивизации науки для толпы», «превращения науки в зрелище в худшем смысле этого слова», «профанации науки», «вульгаризированного до извращения толкования научных достижений», «доведения науки до уровня комиксов» и др.
Тихо Браге считал, что научные знания должны быть доступны только правителям, умеющим ими пользоваться. Академик РАН Людвиг Фаддеев так высказался о популяризации науки:

Мы отдаём себе отчёт, что должны всё-таки объяснять людям, налогоплательщикам, что мы делаем. Но нужно популяризировать те области науки, которые уже полностью понятны. Современную науку труднее популяризировать. Рассказывать про всякие кварки, струны, поля Янга-Миллса… получается нехорошо — с обманами.

## Средства
Средства популяризации науки — источники научно-популярных знаний. Наиболее эффективным средством популяризации науки являются СМИ. Благодаря многомиллионным читателям, слушателям и зрителям, наука проникает в широкие массы людей.
В Новое время популяризаторы стали использовать ещё одно средство — научно-популярную лекцию. Научно-популярная лекция обладает двумя важными особенностями — интерактивностью и получением научно-популярной информации напрямую в реальном времени, а не в записи, как в других средствах.
Среди других средств популяризации одним из наиболее распространённых является научно-популярная литература. Она включает в себя не только книги о науке, предназначенные для широкого круга читателей, но и научно-популярные журналы. Научно-популярный журнал обычно содержит новости науки, научно-популярные статьи, колонку интересных фактов и фоторепортажи. В таком журнале содержится много иллюстраций, таблиц, ссылок, интересных фактов. Все статьи выдержаны в научно-популярном стиле. Статьи этих журналов пишут не только журналисты, но и учёные со степенями. Например, рубрику «Планетарий» в журнале «Вокруг Света» зачастую ведут кандидаты и доктора физико-математических наук.
Самое старое из средств — научно-популярная литература — не просто популяризирует науку, но и заставляет читателя задуматься о какой-то проблеме, задействуют возможности развлекательной математики, например, предлагают решить математическую головоломку. Научно-популярные телеканалы и телепередачи, радиостанции, радиопередачи и фильмы предоставляют зрителю в основном развлекательную информацию (компьютерные анимации, занимательные эксперименты, инсценировки и т. д.).
Интернет — средство, позволившее соединить в себе все предыдущие средства, и более того, сделать их интерактивными. Пользователь Интернета может прокомментировать информацию или даже внести в неё изменения (например, в случае, если используется технология вики).

## Популяризаторы

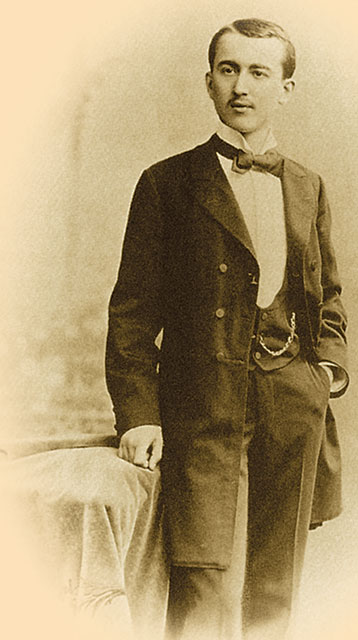
Милутин Миланкович — сербский климатолог, геофизик и популяризатор науки

Популяризатор науки — учёный или научный журналист, предоставляющий научную информацию в понятном и интересном виде обществу.
Со времён зарождения самой науки, таким образом, уже могли существовать такие люди, как её популяризаторы. Например, в своей книге «Учёные — популяризаторы науки» Володар Лишевский в качестве одного из первых популяризаторов называет Ломоносова. Однако до XX века, это было уделом отдельных учёных или писателей, которых лишь ретроспективно можно назвать популяризаторами науки. Например, натуралист и путешественник Альфред Брем или писатель Жюль Верн.
В XX веке популяризировали науку Айзек Азимов, Наум Виленкин, Мартин Гарднер, Ярослав Голованов, Сергей Капица, Стивен Гулд, Борис Медников, Карл Саган, Константин Флёров, Владимир Арсеньев, Иван Ефремов, Алексей Крылов, Алексей Маркушевич, Жак-Ив Кусто, Бенуа Мандельброт, Яков Перельман, Том Тит, Ричард Фейнман, Иосиф Шкловский и другие.
Айзек Азимов известен не только как фантаст, но и как автор научно-популярных книг. Написанные преимущественно в 1960-х и 1970-х годах, эти работы в доступной форме излагают занимательные стороны таких наук, как биология, химия, физика, математика, астрономия.
Брайан Грин — крупнейший учёный, физик-теоретик и популяризатор астрономии и физики. Автор книг «The Elegant Universe» (пулитцеровский финалист, в русском переводе название книги «Элегантная Вселенная. Суперструны, скрытые размерности и поиски окончательной теории»), «The Fabric of Cosmos» (в русском переводе название книги «Ткань космоса: Пространство, время и текстура реальности»), фильмов с аналогичными названиями. Один из создателей Всемирного фестиваля науки («World Science Festival»), проходящего в Нью-Йорке с 2008 года.

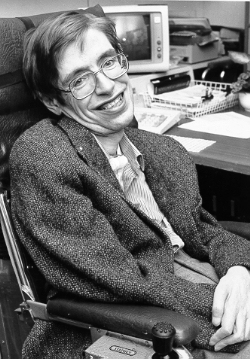
Стивен Хокинг

Стивен Хокинг — физик и популяризатор космологии и физики. В его научно-популярных книгах «Краткая история времени», «Кратчайшая история времени», «Чёрные дыры и молодые вселенные» (1993), и «Мир в ореховой скорлупке» (2001) рассказывается о космологии и её последних достижениях.
Стивен Хокинг даже сформулировал закон научно-популярных книг по астрономии и физике, при помощи издателя, изложившего ему этот принцип:

Каждая включённая в книгу формула вдвое уменьшит число покупателей.

Полностью его слова звучат так:

Мне сказали, что каждая включённая в книгу формула вдвое уменьшит число покупателей. Тогда я решил вообще обходиться без формул. Правда, в конце я всё-таки написал одно уравнение — знаменитое уравнение Эйнштейна E=mc².

Нил Деграсс Тайсон — американский астрофизик и директор планетария Хейдена. Вёл телевизионное шоу NOVA scienceNOW на канале PBS. Награждён почётной медалью НАСА «За выдающуюся общественную службу», наивысшей гражданской наградой НАСА.
Митио Каку — американский учёный японского происхождения, специалист в области теоретической физики. Известен как активный популяризатор науки, автор научно-популярных книг в области физики и астрономии.

### В СССР и России

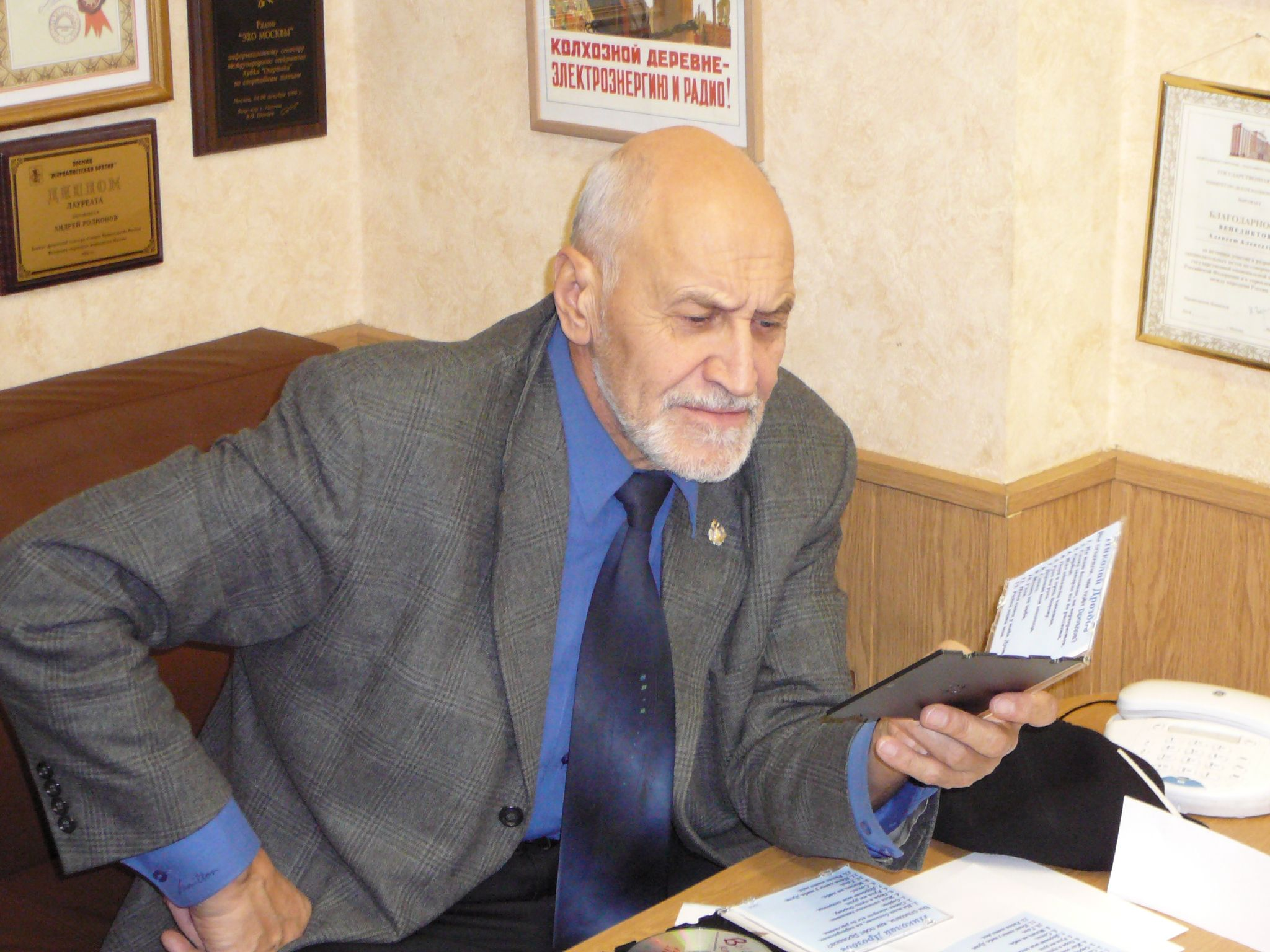
Николай Дроздов, советский и российский зоолог, биогеограф и популяризатор науки, профессор МГУ им. М. В. Ломоносова

В России и СССР видным популяризатором считается Яков Перельман. Его книги постоянно переиздаются, их общий тираж составляет миллионы экземпляров, они опубликованы на многих языках мира. Среди прочих, Перельман пропагандировал идеи Циолковского. Кроме популяризаторской деятельности, он также занимался педагогической, многие годы читал курсы математики и физики в различных учебных заведениях. Написал 18 учебников и учебных пособий для советской Единой трудовой школы.
- Сергей Капица — советский учёный, телеведущий, главный редактор научно-популярного журнала «В мире науки» с 1983 по 2012 год. Ведущий научно-популярной телепередачи «Очевидное — невероятное», является лауреатом премии Калинги, Государственной премии и премии РАН за популяризацию науки[7].
- Владимир Сурдин — астроном, автор научно-популярных статей и лектор. Автор и научный редактор научно-популярных книг о космосе. Лауреат премии в области научно-популярной литературы «Просветитель» (2012).
- Александр Марков — палеонтолог, автор научно-популярных статей и лектор. Автор и научный редактор научно-популярных книг об эволюции. Лауреат премии в области научно-популярной литературы «Просветитель» (2011).
- Борис Штерн — астрофизик, автор научно-популярных статей и лектор. Автор научно-популярных книг «Прорыв за край мира» и «Ковчег 47 Либра». Один из создателей и главный редактор газеты «Троицкий вариант-наука».
- Михаил Гельфанд — биоинформатик, автор научно-популярных статей и лектор. Один из создателей и заместитель главного редактора газеты «Троицкий вариант — Наука».
- Ася Казанцева — научный журналист, писатель и лектор. Автор научно-популярных книг «Кто бы мог подумать! Как мозг заставляет нас делать глупости», «В интернете кто-то неправ! Научные исследования спорных вопросов» и «Мозг материален. О пользе томографа, транскраниального стимулятора и клеток улитки для понимания человеческого поведения». Лауреат премии в области научно-популярной литературы «Просветитель» (2014).
- Александр Панчин — биолог, автор научно-популярных статей и лектор. Автор книг «Сумма биотехнологии» и «Защита от тёмных искусств». Лауреат премии «Просветитель» в номинациях «Естественные и точные науки» и «Народный выбор» (2016).
- Станислав Дробышевский — российский антрополог и популяризатор научного мировоззрения. Кандидат биологических наук, доцент кафедры антропологии биологического факультета МГУ имени М. В. Ломоносова. Научный редактор портала Антропогенез.ру.
- Александр Соколов — российский научный журналист, популяризатор науки, редактор портала Антропогенез.ру.
- Егор Яковлев — историк, автор книг, включая книгу «Война на уничтожение», директор фонда «Цифровая история».
- Родин, Михаил — историк по образованию, автор программы «Родина слонов», посвящённой популяризации исторической науки, на которую приглашаются профессиональные историки.
- Центрнаучфильм (Моснаучфильм)
- Леннаучфильм

## Сообщество популярной науки
Ряд организаций занимается популяризацией науки: Американская Ассоциация содействия развитию науки, Фонд Династия, Фонд Ричарда Докинза в поддержку разума и науки, сайт Антропогенез.ру., Центр Архэ.
Ряд премий присуждается за популяризацию науки, среди них — Премия Калинги, Премия Майкла Фарадея, Премия «Просветитель».

## Демонстрация науки

### Научные музеи
Научный музей — музей, демонстрирующий возможности современной науки.
Первый научный музей был музеем природных наук, в Испании, в городе Мадриде. Открытый в 1752 году, он практически исчез во время режима Франсиско Франко, но впоследствии был восстановлен и сегодня тесно сотрудничает с CSIC.
В России большую научно-просветительскую деятельность, в том числе посредством ютуб-канала, ведёт Государственный Дарвиновский музей.

### Научные фестивали и выставки
Научный фестиваль — мероприятие, на котором происходит популяризация науки. Этот вид популяризации науки стал развиваться в первой половине XIX века. Первые научные фестивали стали проводиться в Великобритании. Уже в 1831 году Британская ассоциация содействия развитию науки провела конференцию, позже ставшую научным фестивалем.
Крупнейшим в Европе фестивалем науки считается Эдинбургский международный фестиваль науки, который был впервые проведён в 1988 году. Примером международного проекта, направленного на популяризацию науки, может служить Science Slam.
В России с 2014 года проводится Фестиваль науки NAUKA 0+.
Начиная с 2016 года дважды в год в Москве (на площадке НИТУ «МИСиС») или Санкт-Петербурге проводится серия научно-просветительских форумов «Учёные против мифов», целью которых является популяризация науки и борьба с шарлатанством. В том же году порталом Антропогенез.ру и фондом «Эволюция» учреждена антипремия «Почётный академик ВРАЛ», которая вручается жюри во время проведения форума. В 2021 году в её рамках была учреждена псевдомедицинская номинация АПЧХИ (Академия Превентивной ЧакроХирургии).

## Проблемы
Неудачные, плохо продуманные и недостаточно качественно выполненные популярные работы по научной тематике могут приводить к результатам, прямо противоположным целям, которые стоят перед популяризацией науки.

### Эскалация популяризации
Под эскалацией популяризации здесь понимается гипертрофированное привлечение внимания к той или иной области науки или конкретным научным (или околонаучным) исследованиям и/или теориям.
Примеры:
- Популяризация нанотехнологий как быстро прогрессирующей области науки и техники. Однако нанотехнологии по большей части существуют в виде теории и в связи с этим возникает критика шума, поднятого над нанотехнологиями и употреблением самого этого слова. Исследователь Дэвид Беруби для обозначения этого явления в книге «Nano-Hype: The Truth Behind the Nanotechnology Buzz» использует такие выражения как «nano-hype» (наномода) и «nano bubble» (нанопузырь)[15]. По мнению Алексея Шварёва, популяризация нанотехнологий ведётся многими учёными для получения от государства и налогоплательщиков денег[16], он даже придумал синоним эскалации популяризации нанотехнологий — неологизм «нанопурга»[17]. Хотя первый вице-премьер РФ Сергей Иванов, говоря о новой продукции с использованием нанотехнологий, упомянул этот неологизм так:

Это не какая-то «нанопурга», извините за моветон. Мы часто слышим со стороны наших критиков, что всё это одна сплошная теория, схоластика, бессмысленная трата денег и никакой продукт получен не будет. Такой продукт у нас уже есть.

- В связи со множеством мифов о мозге (например, таким как миф о 10 % используемой части мозга), распространяемых в СМИ, среди людей может складываться искажённое представление о работе мозга. Кристиан Джаррет выступает с критикой такого положения вещей:

Правительства вливают беспрецедентные суммы денег в нейробиологию. Они хотят знать, каким образом три фунта похожего на губку мясистого вещества в голове служат источником формирования человеческой памяти, личности и сознания, и почему с этой субстанцией всё может оказаться так трагически неправильно. Пока это остаётся загадкой. К сожалению, существующая неосведомлённость создаёт благоприятную почву для возникновения мифов и ложных представлений. На каждый настоящий прорыв параллельно приходится образование шумихи и абсолютной нейро-ерунды.

- С научной точки зрения журналистское клише «учёные обнаружили ген отвечающий за…» (алкоголизм, влюблённость, и т. д.) некорректен. Подобные новостные заголовки вводят читателя в заблуждение, упрощают результаты научного исследования к искажённым, броским формулировкам. В статье, разоблачающей один из таких заголовков новостей, автор говорит следующее:

Становится ясно: говорить о том, что один-единственный ген определяет большой комплекс психологических характеристик, неправильно. И так можно разобраться в любом вопросе — было бы желание..

### Распространение научных мифов
Научный миф — широко распространённое, массовое заблуждение, преподносимое как научный факт. Некоторые научные мифы являются результатом неудачной популяризации научных теорий, когда попытка упрощения объяснения искажает факты и события до неузнаваемости, превращая научное знание в нечто простое и интересное, легко воспринимаемое, но потерявшее первоначальный смысл.
В процессе популяризации естественных наук появились такие научные мифы, как ванна Архимеда, яблоко Ньютона, вечный двигатель, катастрофические сценарии развития экспериментов на LHC.
Многие научные мифы распространяют сами учёные. Создавая свои мемуары или интервью, они дополняют их какими-либо историями или излишними подробностями. Некоторые из этих мифов создаются под конец жизни их создателей: Анри Пуанкаре и Карл Фридрих Гаусс поведали о своих исследованиях только под конец жизни, а Ньютон первый раз заговаривает о яблоке за год до своей смерти.
Некоторые утверждения были точными популярными описаниями реального состояния науки, но позже, вследствие неосведомлённости популяризаторов, превратились в мифы. Так, например, до сих пор можно встретить в популярной литературе упоминания о нерешённых математических проблемах, «задаче четырёх красок» и Великой теореме Ферма, хотя первая была решена ещё в 1970-х годах, а вторая — доказана в 1994 году Эндрю Уайлсом.